# Raubgrafenkasten

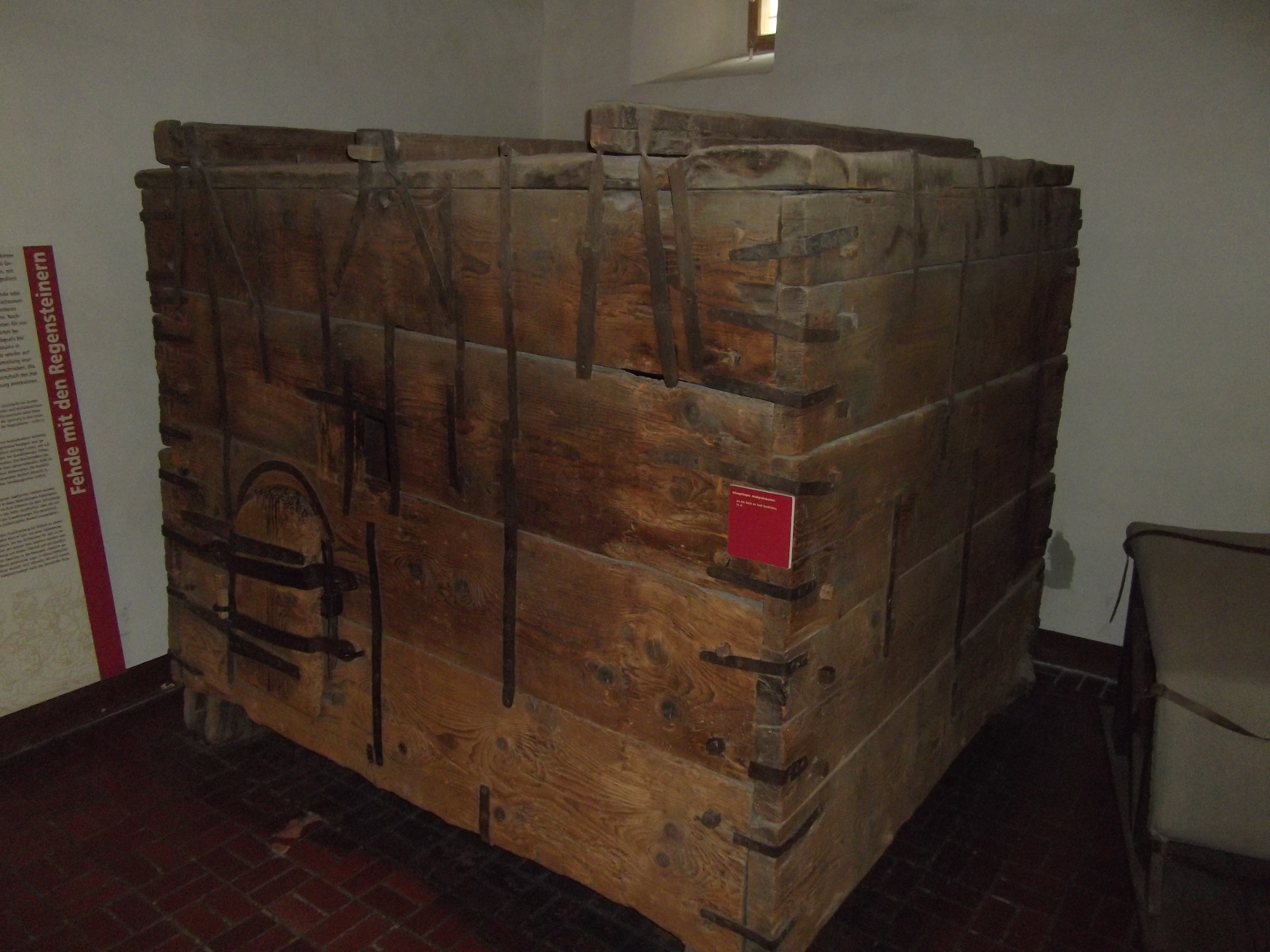
Raubgrafenkasten

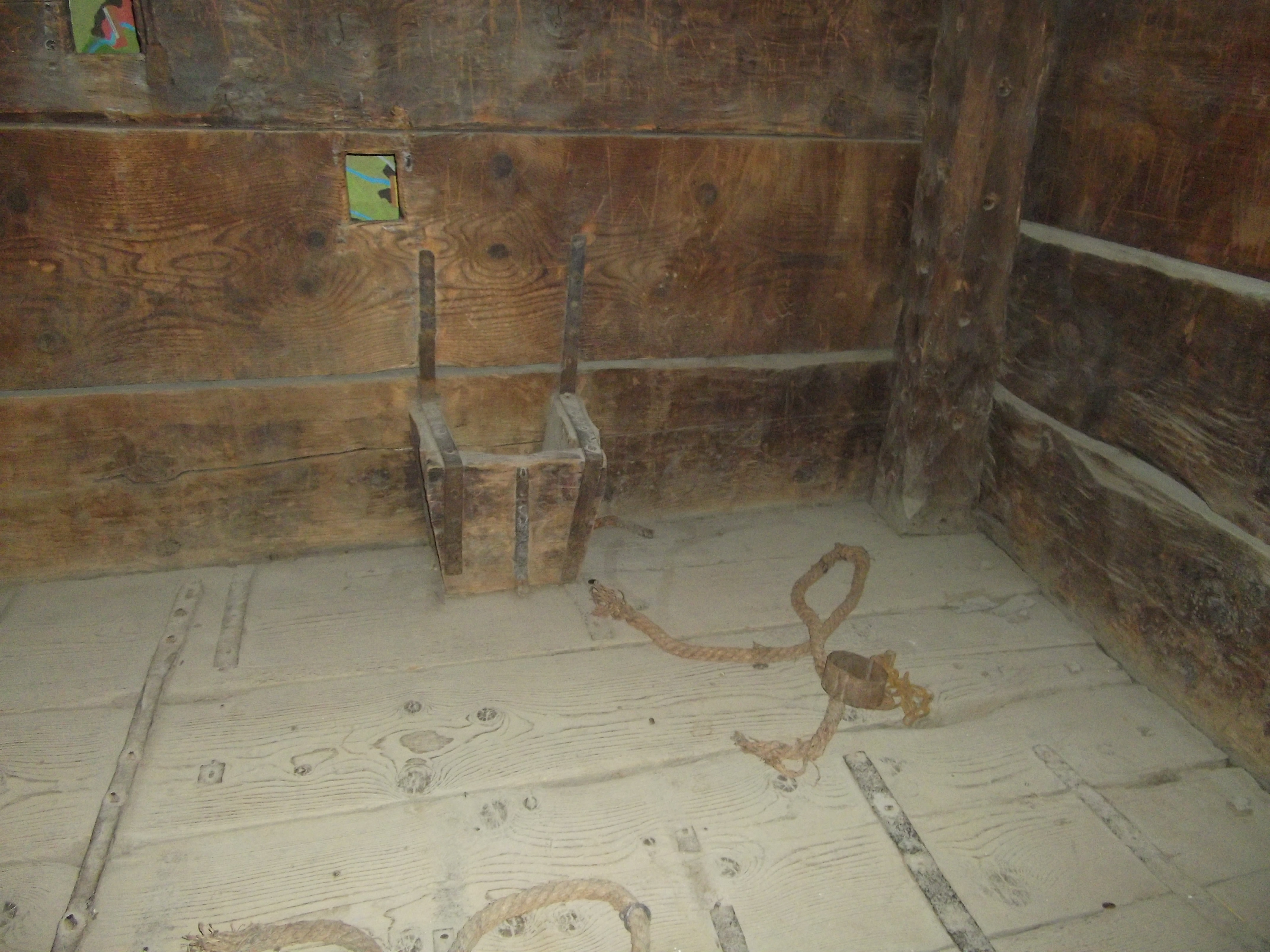
Innenansicht

Der Raubgrafenkasten ist eine aus Holz gebaute Kammer, in dem Gefangene vornehmer Herkunft festgehalten wurden.

## Quedlinburger Kasten
Im Schlossmuseum (Quedlinburg) ist ein Raubgrafenkasten ausgestellt. In ihm soll im Jahr 1337 Graf Albrecht II. von Regenstein von den Quedlinburger Bürgern gefangengehalten worden sein. Dies ist jedoch nicht durch schriftliche Quellen belegt. Als gesichert gilt aber, dass Albrecht II. schon im Frühjahr 1338 an einer Adelsversammlung in Quedlinburg als freier Mann teilnahm.
Auch wenn die Verwendung des Quedlinburger Raubgrafenkasten für Albrecht II. von Regenstein nicht sicher ist, gilt die Verwendung dieser Kästen in anderen Orten zu dieser Zeit als nachgewiesen.